# Giulești (Maramureș)
Giulești è un comune della Romania di 3 245 abitanti, ubicato nel distretto di Maramureș, nella regione storica della Transilvania.
Il comune è formato dall'unione di 4 villaggi: Berbești, Ferești, Giulești, Mănăstirea.
Giulești ha dato i natali a Atanasie Rednic (1722-1772), vescovo della Chiesa greco-cattolica rumena nell'arcieparchia di Făgăraș e Alba Iulia dal 1765 fino alla morte.

## Galleria d'immagini

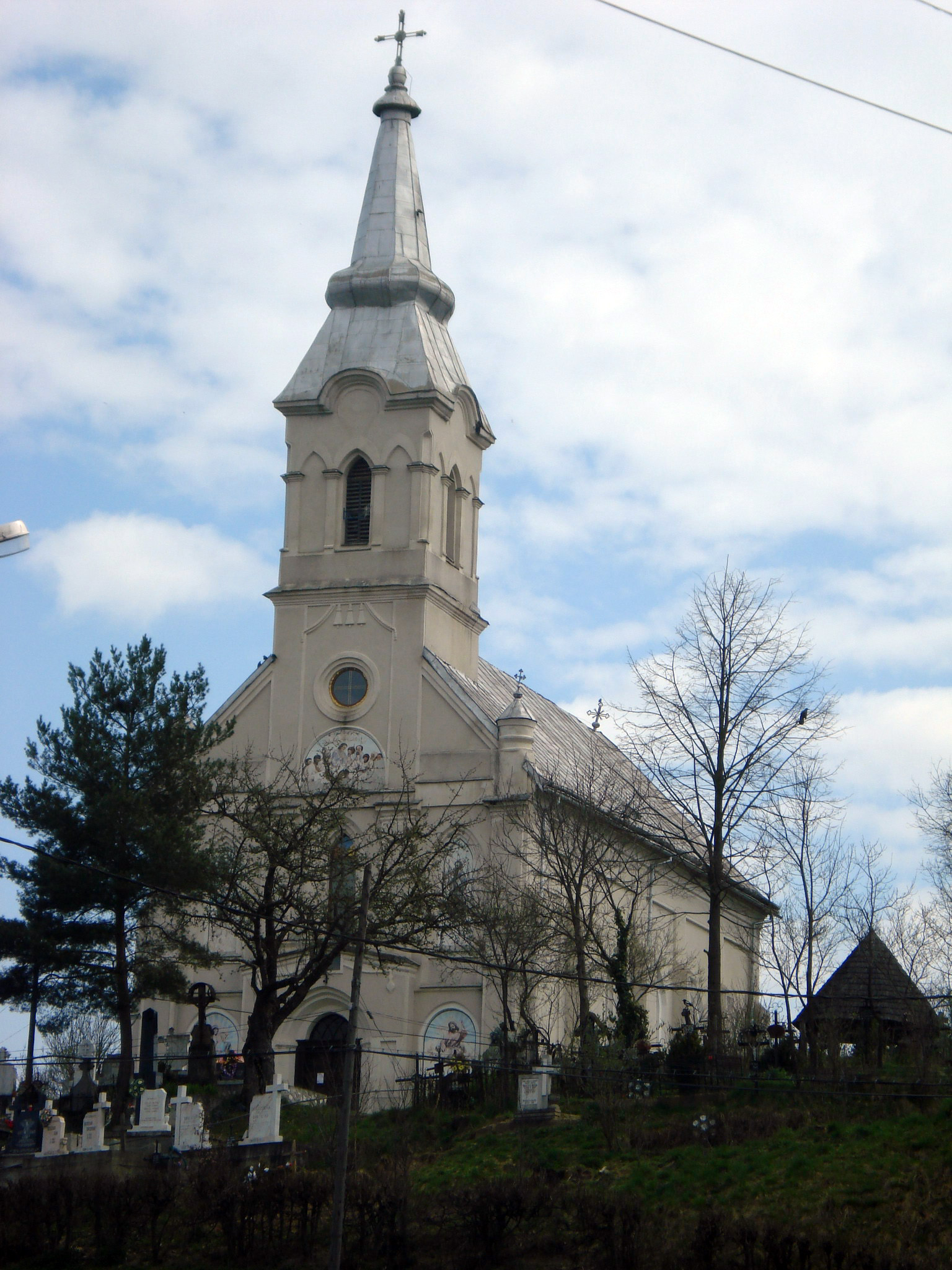
La chiesa di Giulești
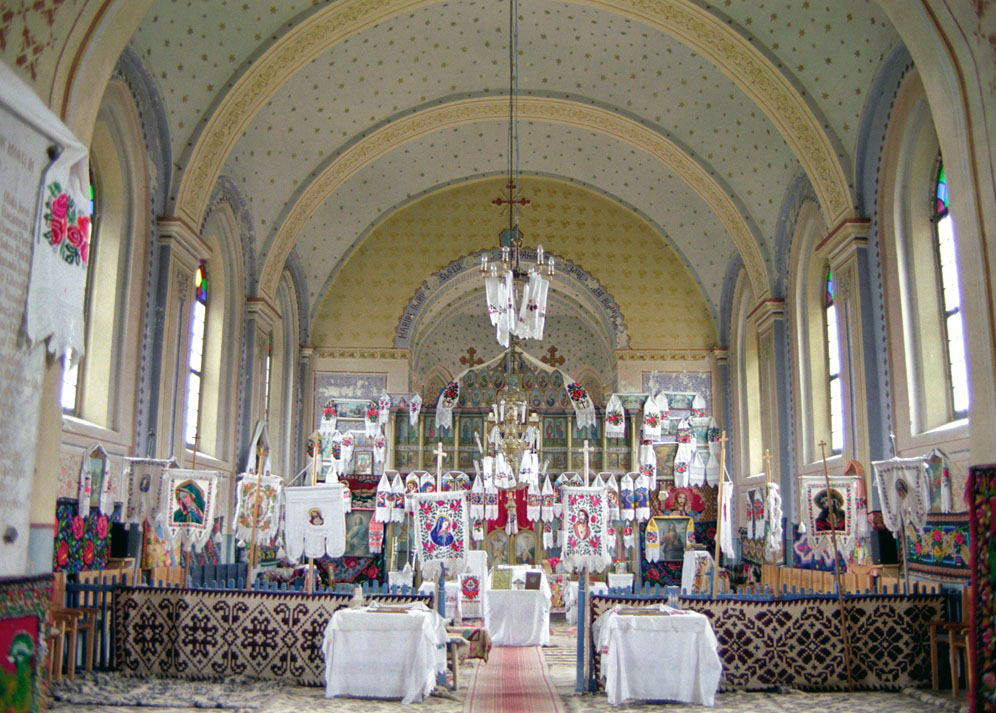
L'interno della chiesa